# Aedes vittiger
Aedes vittiger är en tvåvingeart som först beskrevs av Frederick Askew Skuse 1889.  Aedes vittiger ingår i släktet Aedes och familjen stickmyggor. Inga underarter finns listade i Catalogue of Life.